# Galindo II (hrabia Aragonii)
Galindo II Aznárez (? – 922/924) – hrabia Aragonii w latach 893-922/924; syn i następca Aznara II Galíndeza oraz Oneki z Pampeluny.
Galindo II w 905 roku wspomógł Sancho z dynastii Jimenez, swojego szwagra (męża Tody Aznárez), który został osadzony na tronie hrabstwa Pampeluny. Jednak w 911 roku zbuntował się przeciw niemu, łącząc się w koalicję ze swym szwagrem  Muhammadem al-Tawilem z Hueski i Abd Allahem ibn Lubbem ibn Qasim. Zostali oni jednak pokonani, al-Tawil zginął w czasie walk, a Aznar II został lennikiem Sancha i osłabił pozycję Aragonii. Dzięki wsparciu swego krewnego króla Nawarry Fortuna Garcésa Jednookiego Galindo założył opactwo San Julián de Labasal w 893. Założył też opactwo San Martín de Cercito w Acumuer  w 920 i zbudowany w nieznanym czasie zamek Atarés. Ostatnie wzmianki pochodzą o nim z 922 roku, gdy Sancho I ufundował Kościół w San Pedro de Siresa. Wiadomo, że żył jeszcze za panowania Ordoño II z Leonu (910-924). Tak więc musiał umrzeć między 922 a 924 rokiem.
Ożenił się z dwukrotnie. Pierwszą małżonką była Acibella Garcés z Gaskonii, córka Garcíi II Sáncheza, z którą miał dwóch synów Miro oraz biskupa Redemtusa i córkę Todę, która wyszła za Hunifreda Bernata, hrabiego Ribagorzy, któremu w posagu wniosła Sobrarbe. Jego drugą żoną była Sancha Garcés z Pampeluny, córka Garcii Jimeneza i siostra Sancha I. Miał z nią następujące dzieci: Velasquitę, Aznara oraz Andregotę (ur. ok. 900), żonę Garcii I i następczynię ojca. Ze związków pozamałżeńskich miał też synów: Guntoslo, Sancha, Belasco i Banzo. Prawdopodobnie Guntoslo w pewnym stopniu zarządzał Aragonią jako wasal swego szwagra Garcii I.
Po śmierci Aznara w 922 jego córka Andregota wyszła za Gracię I z Nawarry, co dowodziło znaczenia tego królestwa. Małżeństwo zostało obiecane przez Galindo II ojcu Garcii, Sancho I, w 919, gdy ten najechał Aragonię, a Garcia był w brzuchu matki. Prawdopodobnie w 940 Andregota została wygnana przez męża pod pretekstem zbyt bliskiego pokrewieństwa. Faktycznie przyczyną było żądanie muzułmańskiego władcy Abd-ar-Rahmana III, które zostało zawarte w traktacie pokojowym z hrabią Barcelony Sunyerem I. Garcia objął samodzielną władzę, która po jego śmierci przeszła na ich wspólnego syna, Sancha. Tym samym zakończyły się trwające od ok. 800 roku rządy dotychczasowej dynastii, a na tronie aragońskim zasiadła dynastia Jimenez.